# Francisco de Valdés
Francisco de Valdés (¿Gijón?, 1511 - Piombino, 1580), también escrito como Valdéz o Baldés (también sin acento, por la grafía holandesa), fue un militar español destacado por su participación en la Guerra de los Ochenta Años al servicio de las armas de España. De entre su actuación, destacó el Sitio de Leida (1573-1574), en el que fue maestre de campo general nombrado por el duque de Alba.

## Biografía
Los historiadores parecen estar de acuerdo en el origen humilde de Valdés, si bien no puede confirmarse ni que naciese en Gijón, como afirma Rendueles, ni en 1511, aunque parece haber algo más de consenso en torno a la fecha. Gracias a un expediente santiaguista albergado en el Archivo Histórico Nacional, se sabe que era hijo del capitán Francisco de Valdés, encargado de la guarnición de la Alhambra, y de Isabel de Loaces. Ninguno de sus padres era hidalgo ni pudo arrogarse «don» alguno, pero esto no impidió que se lo conociera en la Corte por sus méritos, como muestra una carta que Juan de Silva escribió a Gabriel de Zayas, secretario de Felipe II, a razón de los esponsales de Valdés con una noble holandesa.
Aunque se desconoce el comienzo de su carrera militar, sí que puede afirmarse que participó en la batalla de Cerisoles del 11 de abril de 1544. Su tardío ingreso puede deberse a que comenzó, motivado por su padre, unos estudios eclesiásticos que más tarde desechó. Esto se debe a que el 15 de junio de ese mismo año consiguió atravesar las líneas francesas que sitiaban Carignano para entregar una carta del marqués del Vasto, gobernador de Lombardía, a Pirro Colonna, comandante de la guarnición de la ciudad, en la que se lo autorizaba para rendir la plaza, puesto que la derrota en Cerisoles impedía su socorro. Junto con esta acción, se recoge que tomó parte en la batalla de Mühlberg, dentro de la Guerra de Esmalcalda, dentro de las tropas del emperador Carlos V, bajo cuyo servicio también participó en la toma de Mahdía, en el actual Túnez, ya en septiembre de 1550.
Su participación en las guerras italianas no acabó en Carignano, pues en marzo de 1553 estuvo en el sitio de Siena, en el contexto de la Guerra de Siena, que se alargó hasta el Tratado de Cateau-Cambrésis de 1559. El asedio, dirigido por el hijo del virrey de Nápoles, García de Toledo, a causa de la muerte de su padre poco tiempo antes en Florencia, debió levantarse el 16 de junio debido a la amenaza de un ataque turco sobre las costas napolitanas. Él, sin embargo, permaneció en Florencia, al servicio de Francisco de Haro, encargado con su tercio de asistir al duque Cosme I de Médici. A este lo sirvió en la defensa de Piombino, en la batalla de Scannagallo y en la toma de Siena del 20 de abril de 1555 Al caer la ciudad, integró la guarnición como líder de una compañía y declaró en el proceso por herejía de Julián Carleval. En su declaración, dijo reconocer en su casa textos de Calvino y de Melanchton, que pudo reconocer por esa supuesta formación religiosa que recibió de joven y que retrasó su ingreso en la milicia. 
Con la entrega de Siena al duque de Toscana, su compañía se incorporó al Tercio de Sancho de Londoño, que marchó a Porto Ercole y que se empleó en la toma de Talamone y Castiglione, aún en poder francés. Para aquel entonces, Felipe II, flamante rey de España, y Pablo IV habían firmado la paz en Roma en diciembre de 1557. Bajo el mando del duque de Sessa, colaboró en la recuperación de las plazas de Centale, Sommariva y Moncalvo a lo largo de 1558, pero la campaña, destinada a tomar en la primavera siguiente Casale o Valenza, se frenó en seco por la paz de 1559.  

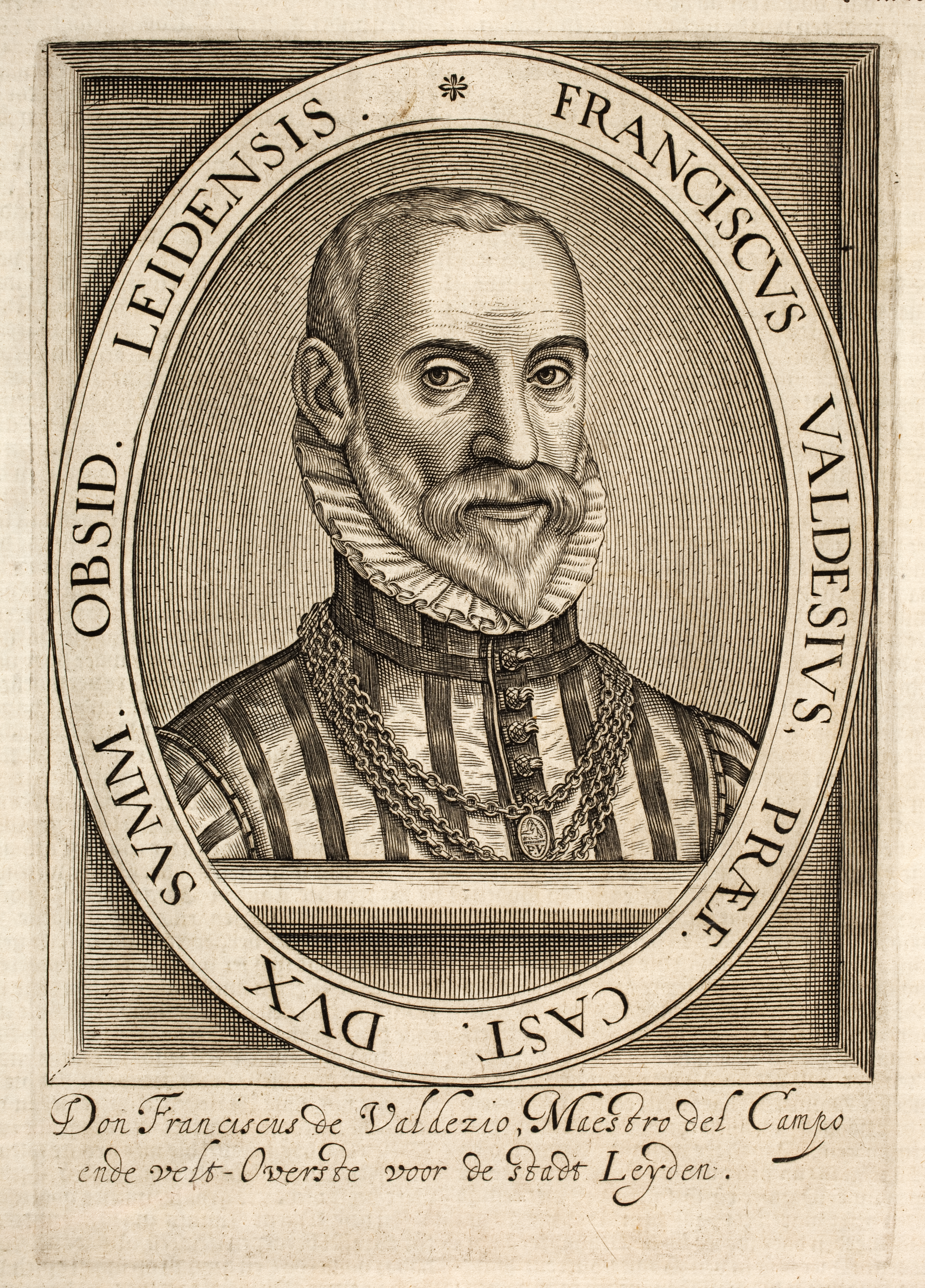
Francisco de Valdés

### La rebelión en los Países Bajos
Tras esto, sus unidades se fundieron en el Tercio Ordinario del Estado de Milán, que recibió Londoño para su dirección. Este concedió a Valdés la sargentía mayor del Tercio; en este cargo, influyó en futuros militares como Juan Periche de Cabrera, Álvaro Osorio o Juan Despuig. Una vez organizado, el Tercio tomó en 1567 el «camino español» para asentarse entre Lier, Tournai y Vilvoorde. Desde allí partieron para enfrentarse a la invasión que el príncipe de Orange había orquestado desde Alemania. En este cometido, destacó por su arrojo en diferentes acciones de feliz final para las tropas del duque de Alba. Tales victorias obligaron a Guillermo de Orange a buscar su salvación en Francia, poniendo fin a la llamada primera sublevación de los Países Bajos.
A estas acciones las sucedió un interim de año y medio que Valdés aprovechó para componer una pequeña obra didáctica sobre el oficio de sargento mayor y que tituló como Espejo y disciplina militar. La obra, publicada en Bruselas y dedicada al hijo del duque de Alba, Fadrique de Toledo, se estructura en forma de diálogo que puede recordar a los diálogos platónicos o a los debates medievales y que tiene por protagonistas a Londoño y a un tal Vargas, que muy posiblemente sea Francisco de Vargas y Bernaldo de Quirós, señor de la casa de Vargas de Madrid y capitán del Tercio, que le ruega a Londoño que le cuente «de lo que tantas veces os he suplicado me digáis, y aun, si bien me acuerdo, por vuestra parte me ha sido prometido, pero por los muchos negocios, según creo, han hasta ahora impedido que yo no consiga mi intento, y que de vuestra parte no se me haya hecho la merced». Supone, además, un recuerdo al ya fallecido Londoño, con quien Valdés había mantenido una cordial relación en sus años a su servicio.

En abril de 1572, el príncipe de Orange volvió a comandar una ofensiva contra los Países Bajos, esta vez desde muy distintos puntos y con el apoyo marítimo de los «mendigos del mar». El duque de Alba envió a su hijo al frente sur, por el que avanzaban los hugonotes franceses. Comandada la sección del Tercio de Lombardía por el sobrino del duque, Fernando de Toledo, lograron recuperar Valenciennes y asaltar el campamento del príncipe de Orange en una encamisada. El desastre fue tal que el príncipe Guillermo vio su tropa disuelta tras el ataque. En esas algarabías sufrió una herida en el brazo derecho que algunos han interpretado como amputación; sin embargo, las relaciones de la época hablan de que el mosquetazo se llevó «la choquezuela del codo, y no podia cerrar ni abrir la mano ni llegarla a la cabeza» y que tiempo después pudo escribir con la mano derecha, aunque la espada la empuñase ya con la izquierda.

Francisco de Valdés

En el asedio de Haarlem, los españoles pasaron grandes apuros, como cuenta el mismo duque de Alba, porque los orangistas les habían cortado los suministros con su desembarco en Ouderkerk, sobre el Amstel. Solo un contraataque por tres puntos distintos hizo retroceder a los rebeldes y liberar de las penurias a las tropas españolas, que rindieron la plaza el 12 de julio de 1573. En la acción tuvo un papel destacado Valdés, al que elogió en sus escritos el mismísimo duque de Alba. Tal fue la estima que el general tuvo en Valdés que lo nombró gobernador de los destacamentos de los tercios de Lombardía (ahora, San Felipe) y de La Liga (ahora, Santiago). Tras un motín de una parte de las fuerzas que se solventó con el pago por parte del duque de Alba de setenta mil ducados, el ejército continuó por el norte hasta Alkmaar, cuyo asalto frustraron los rebeldes allí guarecidos. Estos rompieron los diques y anegaron los campos, lo que obligó a las fuerzas españolas a replegarse y arruinó la agricultura de la zona. Era aquella una práctica que Felipe II había sugerido, pero que el duque de Alba se negó a llevar a cabo por las consecuencias que estas tenían sobre la producción de alimentos Por estas diferencias, el rey sustituyó al duque por Luis de Zúñiga y Requesens, gobernador del Milanesado, que llegó al gobierno el 29 de noviembre de 1573. Justo antes de marcharse, el duque de Alba nombró a Francisco de Valdés maestre de campo general del Ejército de Holanda con jurisdicción «sobre las tropas de todas las naciones alojadas desde Haarlem hasta Utrecht». Que lo escogiera a él sobre otros militares de más alta graduación da una idea de la preeminencia que, con su esfuerzo, se había granjeado aquel hijo de humildes.
En su nuevo cargo, Valdés dispuso a sus tropas para asegurar las plazas recuperadas y fijó en Leiden su objetivo primaveral, pero la tercera invasión orangista venida desde Alemania frustró sus planes. Las fuerzas de Requesens infligieron una severa derrota a los orangistas en la aldea de Mook el 14 de abril de 1574 y la invasión se desbarató. Valdés no llegó a tiempo para participar en la batalla, por lo que desocupó Holanda sin sentido alguno. Fue en este tiempo en el que, hartas de los retrasos en los pagos, las fuerzas españolas se rebelaron y saquearon Amberes, lo que dejó en mal lugar a las autoridades hispánicas y afianzó la rebelión en algunos corazones dubitativos. Las tropas de Valdés no participaron en este exceso. Él mismo consiguió que los rebeldes de Leiden y de Delft se rindieran a cambio de un perdón del rey de España. Este llegó el 6 de julio, pero para entonces ya se habían edificado varias fortificaciones en torno a Leiden para preparar su asedio.
La reforma del Ejército dirigida por Requesens concedió a Valdés la dirección del Tercio de Italia, refundición de los antiguos de San Felipe y Santiago, y mantuvo su cargo de maestre de campo general hasta la conclusión del asedio. La rendición de Leiden era cuestión de tiempo, pero los rebeldes rompieron de nuevo los diques e inundaron todos los campos, hasta el punto de que una barca cargada de heno podía navegar hasta Róterdam. A esto se sumó la destrucción del dique de Zoertewoude por parte de los orangistas, que aisló Lammen y obligó a Valdés a retirarse sin haber rendido Leiden a La Haya. Envidias de compañeros de armas acusaron a Valdés de haber prometido a una dama holandesa, Magdalena Moons, de la que supuestamente se había enamorado, de no asaltar la plaza, cuando Valdés nunca tuvo orden ni tropas suficientes para ello. Esta mujer, en la tradición historiográfica holandesa, se considera heroína del Sitio de Leida.

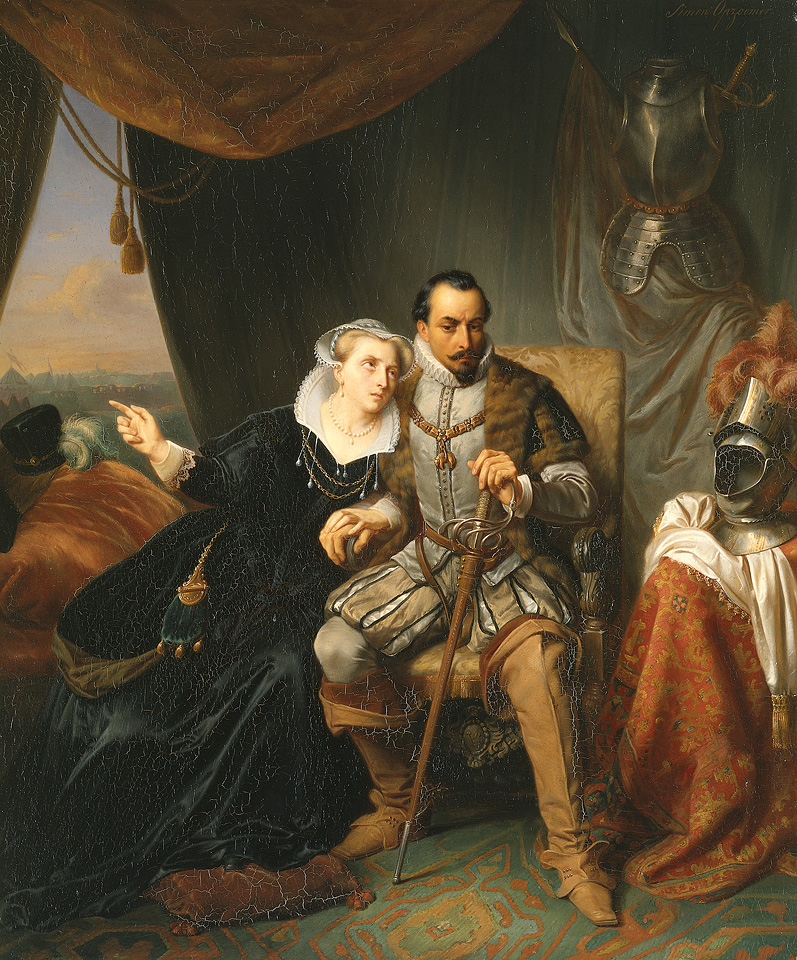
Magdalena Moons le ruega a su prometido Francisco de Valdés que posponga una noche la toma de Leiden, Simón Opzoomer (ca. 1845)

El 7 de noviembre de 1574, su Tercio se amotinó, lo apresó y lo condujo consigo hasta Utrique (hoy Utrecht), que no lograron reducir. El comendador permitió que se alojaran en Mastrique, donde volvieron a la disciplina luego de recibir el sueldo el 5 de marzo de 1575. Tras una fracasada tregua impuesta por el emperador del Sacro Imperio, las tropas de Valdés regresaron a Utrique. En sus alrededores, Valdés decidió tomar los diques, fortificarlos y dotarlos de guarniciones para evitar los atentados rebeldes. El 5 de marzo de 1576, Requesens murió y su mando lo heredó el Consejo de Estado, que desatendió a las tropas españolas por ganarse a alemanes y valones. La situación se descontroló hasta la llegada de don Juan de Austria como nuevo gobernador, que aceptó la Pacificación de Gante (8 de noviembre de 1576) y ordenó mediante el Edicto Perpetuo que las tropas regresaran a Italia. Su Tercio se disolvió en Vigevano el 1 de agosto de 1577.
Consciente de que no haría valer su autoridad si no contaba con los tercios españoles, don Juan de Austria los llamó a sus cuarteles. Valdés acudió como voluntario, y en este regreso a los Países Bajos casó en Amberes con Magdalena Moons en 1578, después de haber participado en la victoria de Gembloux (31 de enero de 1578) y la toma de Nivelles (12 de marzo). Sin embargo, no se incorporó de manera definitiva al Ejército hasta que Alejandro Farnesio, sucesor del ya finado don Juan de Austria, le concedió el mando del Tercio de Sicilia, con el que tomó Mastrique. Tras estas acciones, regresó a Italia con su Tercio; este regresó a Sicilia, pero el militar permaneció en Piombino, en la Toscana española, donde ejerció como gobernador durante 1580, el mismo año en el que murió. Viuda, Magdalena Moons casó años después con Willem de Bye, jefe del Ejército del Estado, y pese a que intentaron eliminar la mención a la vuidedad de Moons de un militar español, la investigadora leidense Els Kloek pudo leer la prueba de su matrimonio anterior gracias a las imágenes hiperespectrales.